# Midhat al Sultan

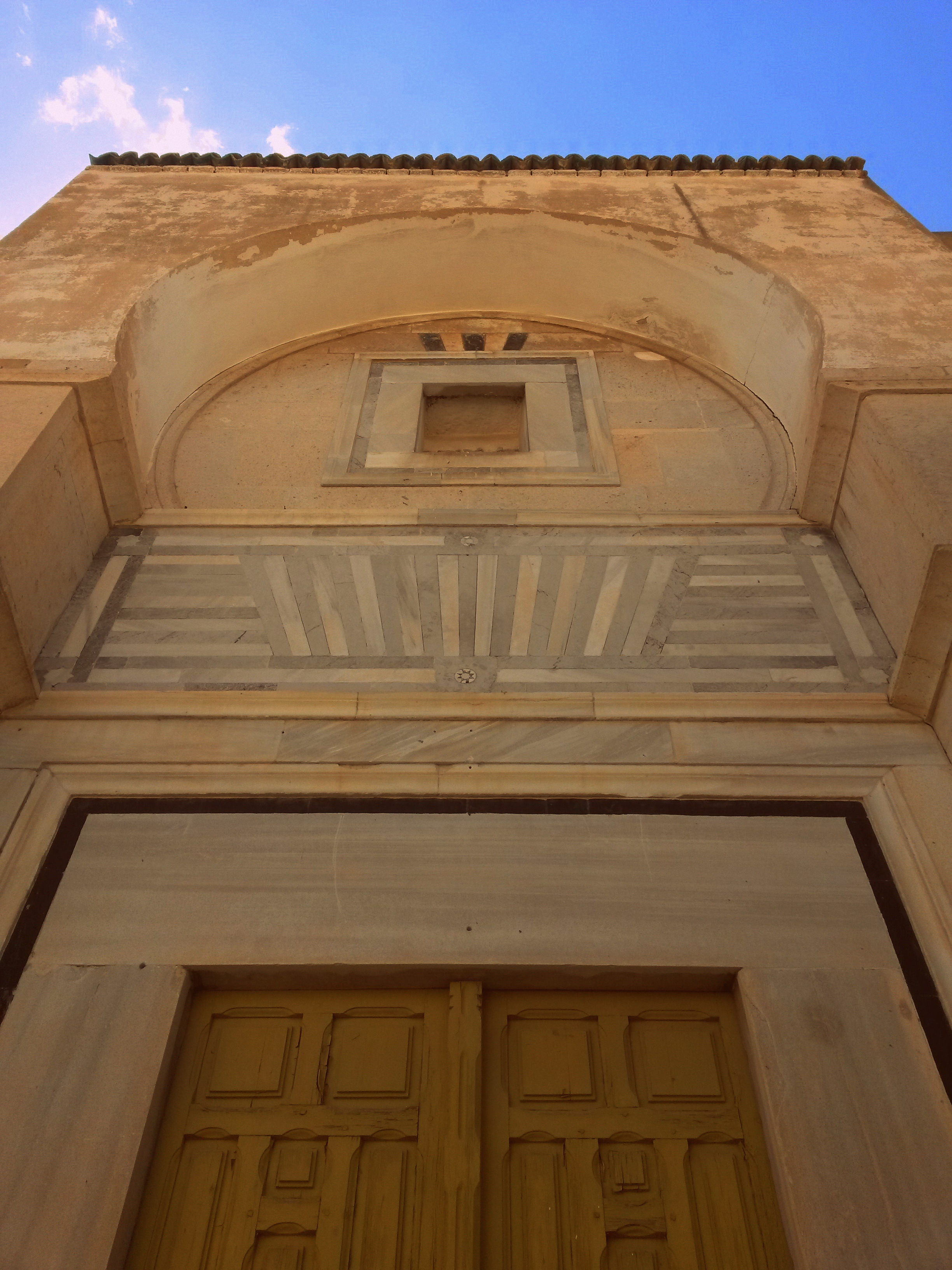
Façade d'entrée de la Midhat al Sultan

La Midhat al Sultan est un monument de la médina de Tunis situé dans le souk El Attarine, à proximité de la Khaldounia. L'édifice servait autrefois aux ablutions avant la prière.

## Histoire
L'édifice est bâti entre 1448 et 1450 par le sultan hafside Abou Amr Uthman.